# 四硫代磷酸铝
四硫代磷酸铝，又称硫代磷酸铝，是一种无机化合物（化学式：AlPS4），为Al3+的四硫代磷酸盐。它在潮湿空气中释放出H2S。

## 制备
四硫代磷酸铝由磷化铝和硫于650℃在密封管中反应得到：
AlP + 4S → AlPS4